# Natyrbovo
Natyrbovo (in lingua russa Натырбово) è un centro abitato dell'Adighezia, situato nel Košechabl'skij rajon. La popolazione era di 3.064 abitanti al dicembre 2018. Ci sono 26 strade.